# Connie Corleone
Constanzia „Connie” Corleone ur. 1922 – postać fikcyjna z powieści Ojciec chrzestny autorstwa Maria Puzo i trylogii filmowej o tym samym tytule.
W powieści, jak i w pierwszej części filmu Connie odgrywa rolę drugoplanową. Jest córką dona Vita Corleone i jego żony Carmelli. Jej starszymi braćmi są Santino Corleone, Frederico Corleone i Michael Corleone. Seria rozpoczyna się na jej weselu z Carlem Rizzim. Pod koniec części jej syn, Michael Francis Rizzi, zostaje ochrzczony, a jego ojcem chrzestnym zostaje Michael Corleone, który parę dni później nakazuje zabić jego ojca. Od tamtej pory Connie nienawidzi swojego brata. 
Od zabójstwa jej pierwszego męża, Connie zmienia mężów jak rękawiczki, robiąc na złość Michaelowi. Jest zżyta z Kay Adams, żoną Michaela i Fredem. Na pogrzebie jej matki przebacza Michaelowi i przeprasza go za swoje zachowanie, a także namawia go do wybaczenia Fredowi zdrady.
W trzeciej części filmu Connie godzi się z Michaelem, a szczególną troską otacza Vincenta Manciniego, swojego bratanka (nieślubnego syna Santina i Lucy Mancini). Jest również bardziej związana z mafią. Zezwala Vinniemu na zabójstwo Zasy, a w trakcie przedstawienia Anthony’ego Corleone daje swojemu ojcu chrzestnemu, donowi Altobellemu, zatrute cannoli (jako prezent na jego 80. urodziny).
We wszystkich częściach trylogii postać Connie odgrywa Talia Shire. Gra ona ciotkę Mary Corleone, sama będąc ciotką aktorki grającej tę postać, Sofii Coppoli.